# Felix Dawood Al Shabi
Felix Dawood Al Shabi; (ur. 19 stycznia 1975 w Karemlash) – iracki duchowny chaldejski, biskup Zachu od 2020.

## Życiorys

### Prezbiterat
Święcenia prezbiteratu przyjął 29 czerwca 1998. Po święceniach przez rok był duszpasterzem przy kościele św. Józefa w Mosulu. W kolejnych latach pracował w Stanach Zjednoczonych, m.in. jako wikariusz eparchy San Diego dla stanu Arizona. Od 2007 posiadał tytuł chorepiskopa.

### Episkopat
27 czerwca 2020 papież Franciszek zatwierdził wybór Synodu biskupów Kościoła chaldejskiego powołujący go na urząd biskupa diecezji Zachu. Sakry biskupiej udzielił mu 30 sierpnia 2020 kardynał Louis Raphaël I Sako, chaldejski patriarcha Babilonu.